# Андріївка (Карпівська сільська громада)
Андрі́ївка — село в Україні, у Криворізькому районі Дніпропетровської області. Входить до складу Карпівської сільської громади.
Колишній орган місцевого самоврядування — Андріївська сільська рада. Населення — 958 мешканців.

## Географія
Село Андріївка розташоване на березі річки Інгулець, вище за течією на відстані 1 км розташоване село Могилівка, нижче за течією на відстані 1,5 км розташоване село Щасливе.

## Історія
Село виникло наприкінці XVIII столітті на місці зимівника козака Інгульської (Перевізької) паланки Сичевана (звідси перша назва - Сичеваново)
На прохання поміщика, дворянина, капітана Омеляна Сичеванова у 1798 р. в Андріївці була освячена Успенська церква. Станом на 1886 у селі Миколаївської першої волості Херсонського повіту Херсонської губернії мешкало 458 осіб, налічувалось 90 дворових господарств, існувала православна церква.

## Населення

### Мова
Розподіл населення за рідною мовою за даними перепису 2001 року:
| Мова            | Кількість | Відсоток |
| --------------- | --------- | -------- |
| українська      | 895       | 93.42%   |
| російська       | 49        | 5.11%    |
| білоруська      | 7         | 0.73%    |
| угорська        | 3         | 0.31%    |
| гагаузька       | 1         | 0.10%    |
| румунська       | 1         | 0.10%    |
| інші/не вказали | 2         | 0.23%    |
| Усього          | 958       | 100%     |

## Економіка
- ПАФ «Таврія-Союз».
- ТОВ «Колос-МК».
- ПП Солтіс».

## Об'єкти соціальної сфери
- Школа.
- Дитячий садочок.
- Амбулаторія.
- Будинок культури.

## Релігія
В селі розташований Свято-Успенський храм ПЦУ (вул. Шевченка, 1).